# Marineman
Marineman é uma revista em quadrinhos americana, publicada pela Image Comics. Seis edições foram publicadas entre 2010 e 2011, e a série, criada, escrita, desenhada e colorizada por Ian Churchill, é protagonizada por Steve Ocean, o "Marineman", um fictício biólogo marinho internacionalmente famosos por seus documentários, que descobre possuir super-poderes, e foi indicada em 2011 ao Eisner Award na categoria "Melhor Série Estreante".